# Деспойна
Деспо́йна (іноді Деспіна, дав.-гр. Δεσποινα; перекладається як «господарка» або «цариця») — персонаж давньогрецької міфології, німфа, дочка Посейдона і Деметри.
Закоханий Посейдон переслідував Деметру, коли та, невтішна, розшукувала свою дочку Персефону, яку викрав Аїд. Втомлена і зневірена від безплідних пошуків Деметра найменше була схильна до любовних утіх. Вона перетворилася на кобилицю і сховалася в табуні коней, що належав аркадському царю Онку. Однак їй не вдалося обдурити Посейдона, який, перетворившись на жеребця, покрив її. Від цього обурливого союзу і народилися дочка, ім'я якої вважалася таємницею, і тому вони називали її Деспойною та божественний кінь Арейон, що вмів розмовляти. Згідно з деякими джерелами мала кінську голову. Її виховував титан Аніт. У стародавньому аркадському місті Лікосурі був храм Деспойни і їй поклонялися як богині. 
За іншою версією, Деметра зійшлася з Посейдоном в образі богині помсти Еринії. Також Деспойною іноді називали Персефону.
Крім того Деспойна була епітетом деяких грецьких богинь — Афродіти, Гекати і, навіть, самої Деметри.
На її честь названо супутник планети Нептун.